# Cissus serrulatifolia
Cissus serrulatifolia är en vinväxtart som beskrevs av Louis Otho Otto Williams. Cissus serrulatifolia ingår i släktet Cissus och familjen vinväxter. Inga underarter finns listade i Catalogue of Life.